# مطعم دوار

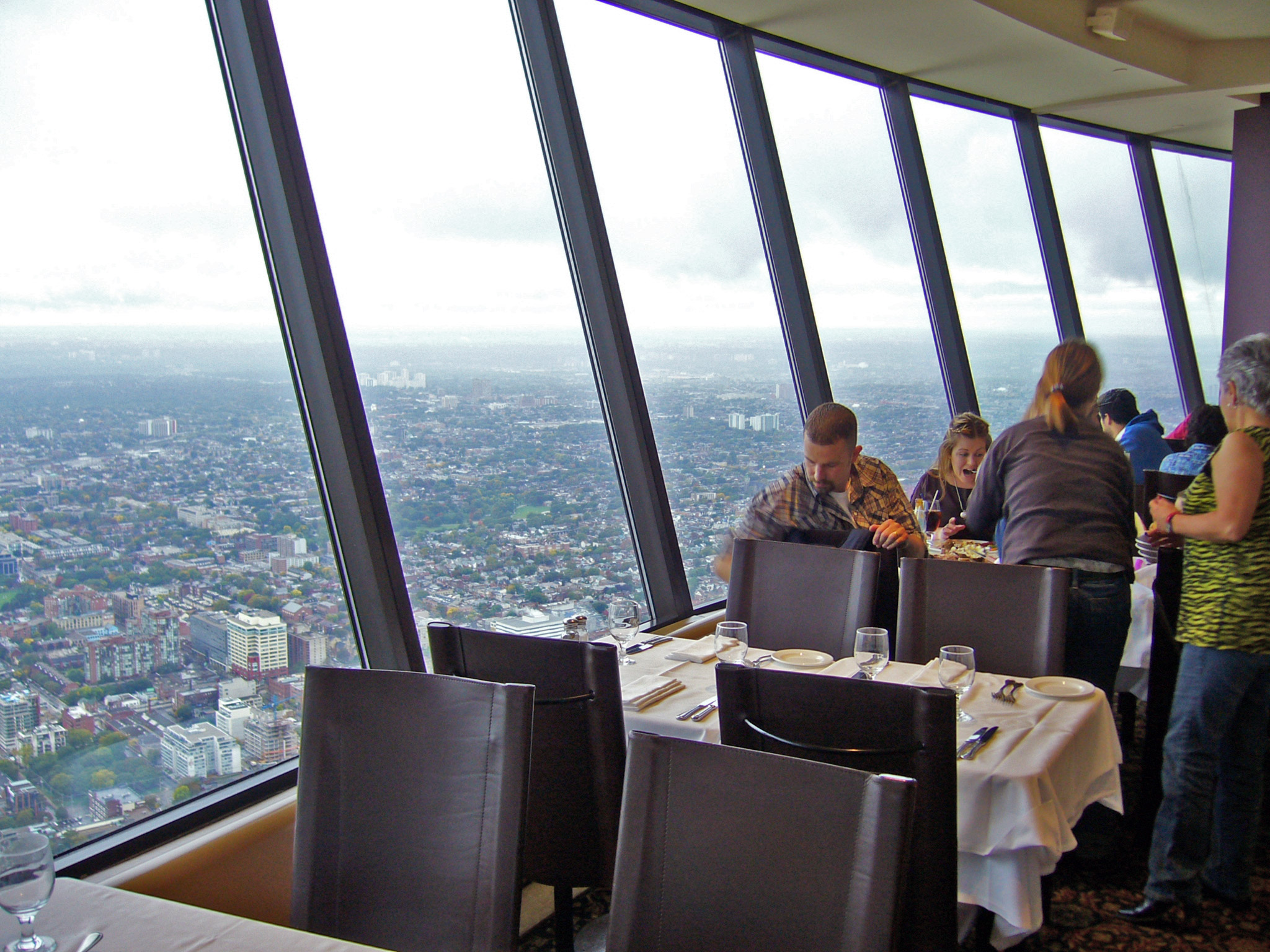
داخل "مطعم 360" الدوّار في برج سي إن بمدينة تورونتو الكندية

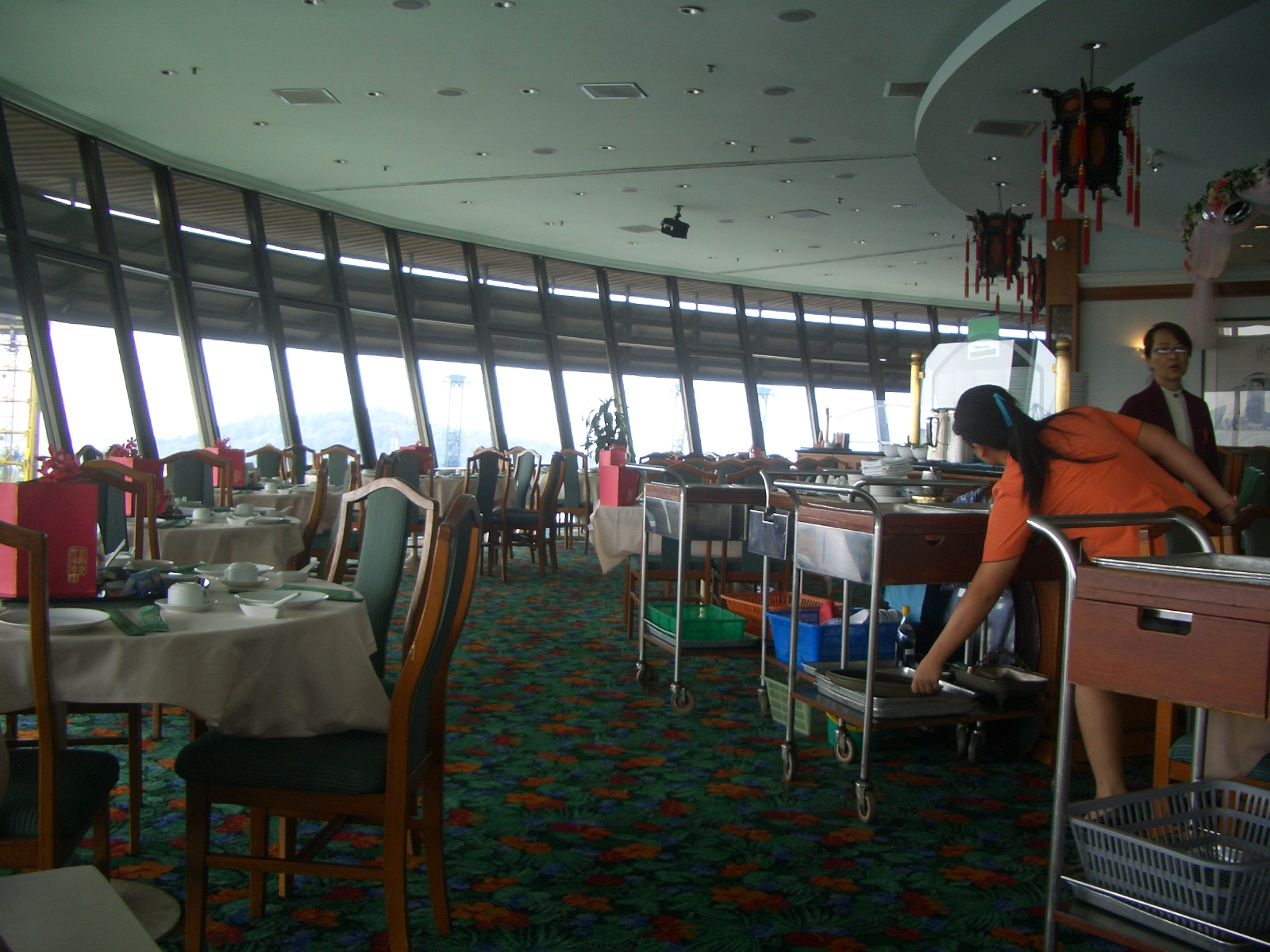
داخل غرفة قاعة الطعام الدوّارة في برج بريما بسنغافورة

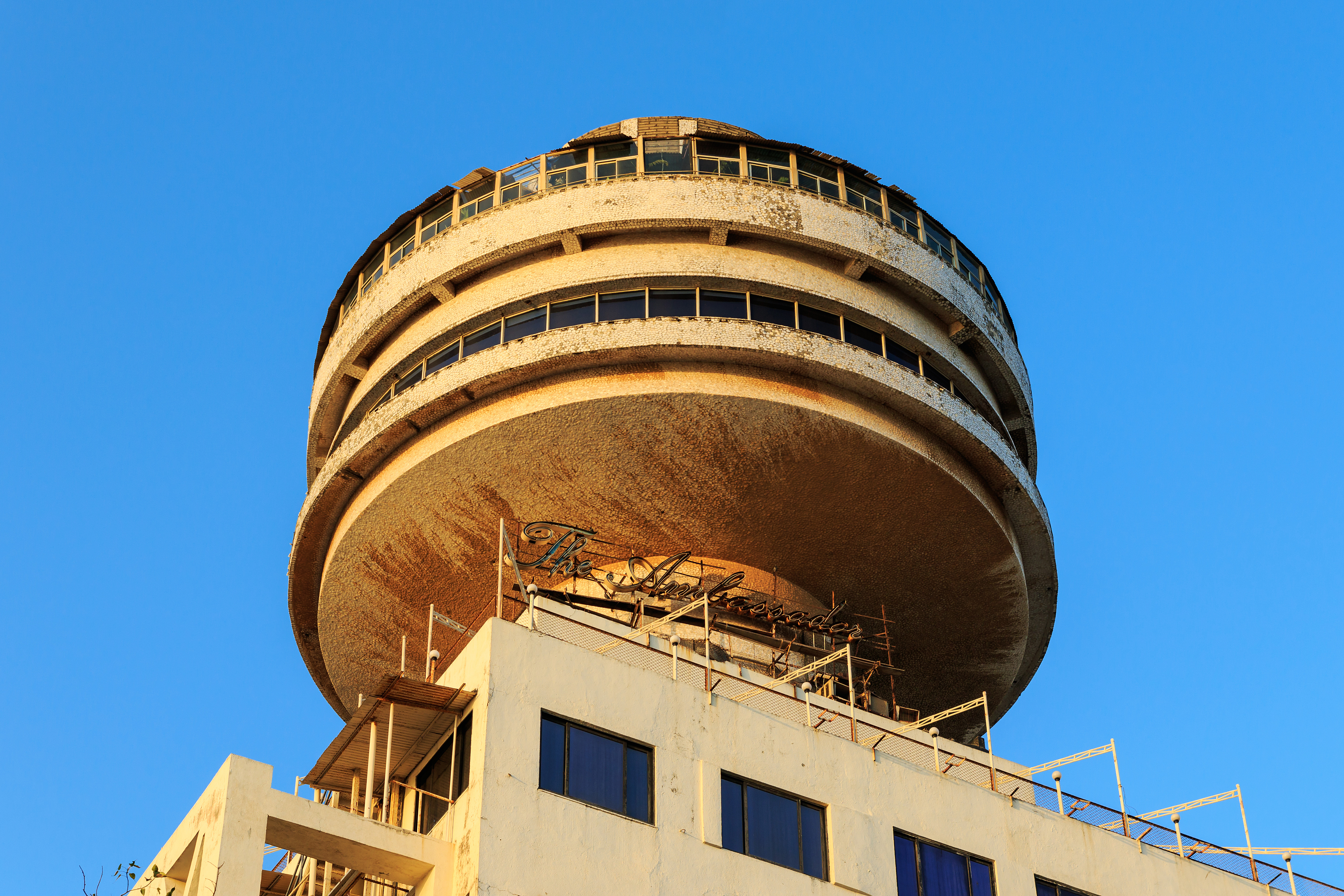
مطعم دوّار في أعلى برج فندق السفير والذي يطُل على مشهد بانورامي لمدينة مومباي بالهند

مطعم دوار هو مطعم عادةً ما يوجد في مطاعم الأبراج المخصصة لتقديم وتناول الطعام والمصممة لتتموضع في قمة منصة دوّارة واسعة دائرية الشكل حيث تعمل كقرص دوّار كبير. يظل المبنى ساكناً ويُحمل الزبائن على الطابق الدوّار. تختلف نسبة الدوران متراوحةً من لفة واحدة إلى ثلاثة لفات في الساعة مما يسمح للزبائن بالاستمتاع بمشهد بانورامي لما حولهم دون أن يغادروا أماكن جلوسهم.
غالباً ما يقع هذا النوع من المطاعم في أعلى الفنادق وأبراج الاتصالات وناطحات السحاب.

## التاريخ
يُعتقد أنه كان للإمبراطور الروماني نيرون غرفة طعام دوّارة في قصر دوموس أورا الواقع على هضبة بالاتين بروما وكان يرى منها ميدان المنتدى الروماني والكولوسيوم. وقد كشف علماء الآثار عام 2009 عن ما يعتقدون أنهُ دليل على غرفة الطعام الدوّارة هذه.
يعد المطعم الواقع في أعلى برج شتوتغارت للتلفزيون بألمانيا الذي بُني عام 1956 مصدر إلهام فكرة المطاعم الدوّارة، وذلك رغم أن هذا المطعم كان ثابتاً غير دوّار وذو شكلٍ برميلي. افتتح مطعم دوّار في أعلى برج فلوريان في مدينة دورتموند الألمانية عام 1959 وهو يعد المطعم الأول من نوعه في العالم.
صمم المعماري المصري نعوم شبيب برج القاهرة والذي احتوى على مطعم دوّار في قمته وافتُتِحَ في أبريل عام 1961.
يُعتقد أن جون غراهام وهو معماري من مدينة سياتل وأحد الرواد الأوائل في مجال بناء مراكز التسوق كان أول من قام بتصميم مطعم لاروند الدوّار عام 1961 على أعلى قمة مبنى للمكاتب في مركز تسوق آلا موانا بمدينة هونولولو بولاية هاواي الأمريكية. حاز غراهام على براءة اختراع أمريكية رقم 3125189 لاختراعه عام 1964، فقد اُستُخدِمَتْ التقنية التي اتبعها في تشييد مطعم «سكاي سيتي» أو «عين سبيس نيدل» على قمة مبنى سبيس نيدل الشهير في سياتل حيث تظهر رسومات التصميم في طلب البراءة.

## التصميم والتشييد
يجري تصميم المطاعم الدوّارة على شكل بُنى دائرية الشكل ذات منصات تدور حول نواة في المركز. تضم النواة المركزية المصاعد أو مطابخ المبنى أو غيرها من المرافق.
يتوضع المطعم بحد ذاته على منصة فولاذية رقيقة الثخن وتتوضع هذه المنصة بدورها فوق مجموعة من العجلات المرتبطة بطابق المبنى العلوي. كما تتموضع المنصة في بعض التصاميم على إطارات مطاطية ومثال عليها أحد المباني في مدينة ممفيس بولاية تينيسي الأمريكية.
يقوم المحرك بتدوير المطعم باستطاعة أقل من حصان واحد. ويُلاحظ اختلاف سرعة الدوران من تصميم لآخر ويرجع ذلك تبعاً للتفضيل.

## السلامة
نقلت وسائل الإعلام عن وقوع حادثة وفاة جراء أحد المطاعم الدوّارة عام 2017 لطفل يبلغ من العمر خمس سنوات بعدما علِقَ جسمه بين الجزء الدوّار من المطعم وأحد الجدران في فندق ويستين بيتشتري بلازا بمدينة أتلانتا بولاية جورجيا الأمريكية.

## وصلات خارجية
- "المطاعم الدوارة - الأقراص الدوارة - شركة ماكتون". مؤرشف من الأصل في 2017-04-22. اطلع عليه بتاريخ 2013-03-10.
- "مطعم 181 - ميونخ". مؤرشف من الأصل في 2019-02-01. اطلع عليه بتاريخ 2013-03-10.